# Carl Salomonn
Carl Salomonn (* 12. August 1864 in Elberfeld; † 1942 in Wuppertal) war ein deutscher Dekorations-, Porträt-, Landschafts- und Genremaler sowie Dozent an der Handwerker- und Kunstgewerbeschule Elberfeld.

## Leben
Salomonn war Spross einer Familie von Elberfelder Dekorationsmalern und Kunsthandwerkern. Sein Vater, Carl Salomonn senior, war Mitinhaber einer Ringofenziegelei in Elberfeld. In der Elberfelder Roonstraße ließ der Vater von den Architekten Georg Haude (1864–1916) und Heinrich Metzendorf vier Villen erbauen, unter anderem die Stadtvillen Roonstraße 41/43.
Carl Salomonn junior besuchte zunächst die Unterrichtsanstalt des Kunstgewerbemuseums Berlin unter Max Koch. 1887 immatrikulierte er sich an der Königlichen Akademie der Bildenden Künste München. Anschließend ging er auf die Großherzoglich-Sächsische Kunstschule Weimar, wo ihn Leopold von Kalckreuth unterwies. Dann reiste er zu einem Studienaufenthalt bei Vojtěch Hynais nach Paris. Von 1889 bis 1891 war er Privatschüler von Peter Janssen dem Älteren in Düsseldorf.

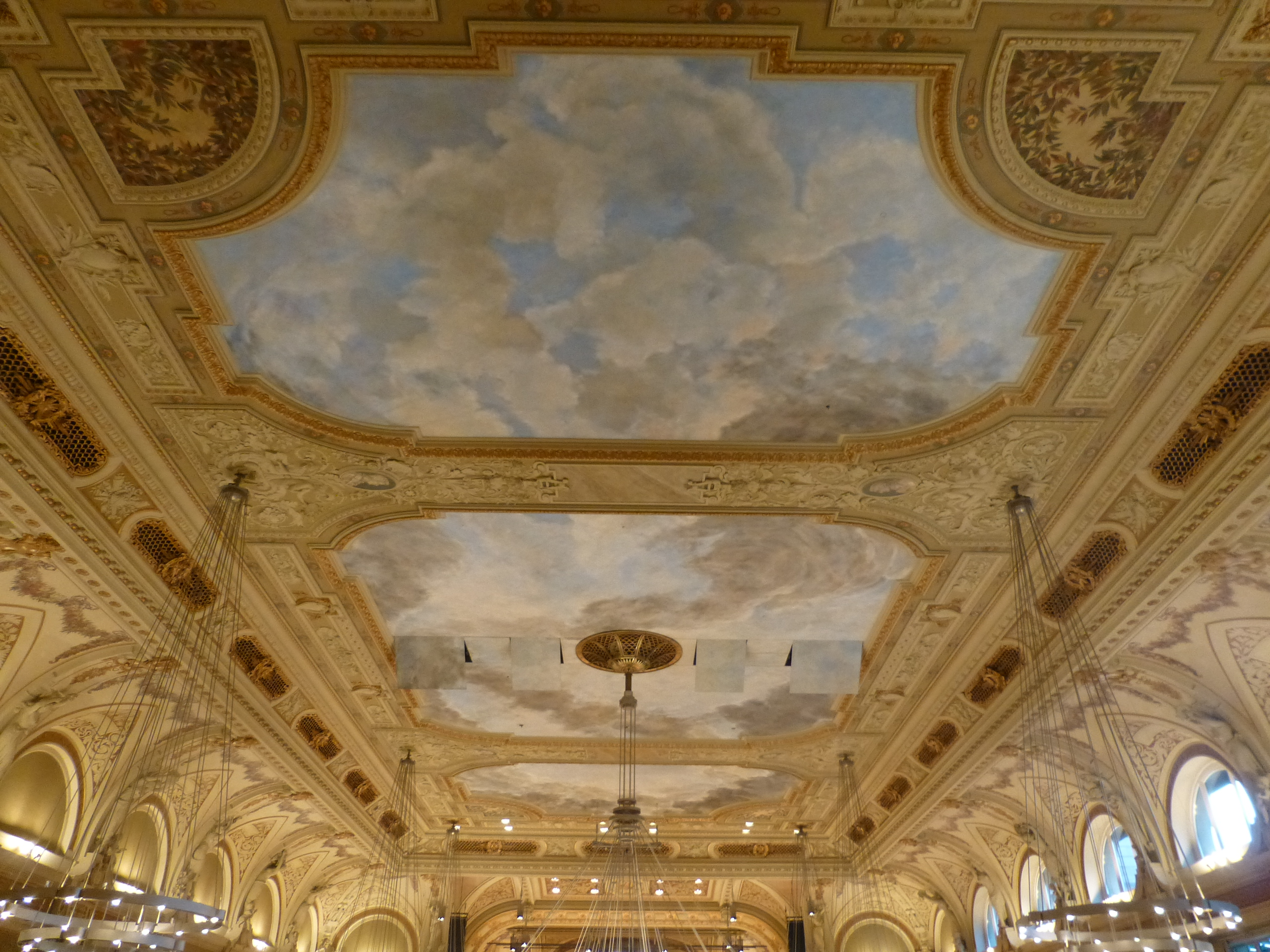
Decke des Großen Saals der Stadthalle am Johannisberg

1899 kehrte er in seine Vaterstadt zurück und wurde Dozent der Kunstgewerbeschule Elberfeld. 1905 gehörte er als freischaffender Maler zu den Gründern der Bergischen Kunstgenossenschaft. 1915 weilte Salomonn in der Willingshäuser Malerkolonie. Von 1896 bis 1915 sowie von 1924 bis 1932 war er Mitglied des Düsseldorfer Künstlervereins Malkasten. Ferner gehörte er dem Reichsverband bildender Künstler Deutschlands an.
In Elberfeld malte Carl Salomonn das bis 1888 errichtete Stadttheater am Brausenwerth aus. Ihm und seinem Vater wird außerdem die Ausmalung der im Jahr 1900 eröffneten Stadthalle am Johannisberg zugeschrieben.